# Jitske Kramer

Jitske Kramer. Foto door Mirjam van der Linden

Jitske Kramer (1973) is een antropoloog die zich met name richt op het bedrijfsleven en zich daarom  corporate antropoloog noemt. Ze heeft talloze reizen over de hele wereld gemaakt en gekeken hoe mensen in andere culturen met elkaar samenleven. De coronacrisis in Nederland leidt volgens Kramer tot een collectieve cultuurshock, die de Nederlandse maatschappij voorgoed kan veranderen.
Het centrale thema van Kramers gedachtegoed is de vraag hoe mensen samen met anderen het beste kunnen leven. Bij welke routines voelen ze zich comfortabel en, wanneer de situatie veranderd is, zijn zij dan bereid om hun opvattingen zo nodig bij te stellen. Zo verrichtte zij in 2009 onderzoek in Zuid-Afrika naar de manier waarop daar bevolkingsgroepen met elkaar overleg pleegden, na de periode van de Apartheid.

En in 2019 was ze in Togo om zich te verdiepen in de Voodoo-religie en de rol van daarmee samenhangende rituelen voor de samenleving. Ze wil vooral weten hoe mensen met tegengestelde belangen met elkaar omgaan. Wanneer ze in de Derde Wereld rondreist, ervaart ze dat je in den vreemde jezelf tegenkomt.  Haar boek Jam Cultures gaat ook over botsende culturen en het omgaan met het anders zijn.
 In haar boek Tricky Tijden trekt zij dit verder naar grote algemene veranderprocessen en beschrijft ze de turbulente tussentijd die elke transformatie kenmerkt. Antropologen noemen dit liminaliteit.

## Cultuurshock
Kramer betoogt dat Nederlanders door de coronacrisis in een collectieve cultuurshock zitten. Daarbij moet iedereen zich tot de nieuwe situatie leren verhouden. Ze ontleende de term cultuurshock  aan de Canadese antropoloog Kalervo Oberg, die in 1954 deze term muntte; in de jaren vijftig reisden de mensen voor het eerst massaal naar de tropen voor vakantie of werk.
Oberg onderscheidt tijdens deze schok vier opeenvolgende fasen. De eerste fase noemt hij de Honeymoonfase (De Wittebroodsweken), wanneer alles nog spannend en nieuw is. Hij trekt de vergelijking met een reis naar een exotische bestemming. De eerste confrontatie met een cultuur die volledig anders is, levert in het begin vaak stress en frustratie op, en dwingt om het gedrag aan te passen. Kramer zegt dat door corona alles anders is. De agenda is leeg, de woning is de plek waar je het meest verblijft, online communiceren lijkt het nieuwe normaal. Eigen aan cultuurschok is dat sommige mensen de oorzaak (van corona) buiten zichzelf zoeken. Het gevolg kan angst voor vreemdelingen zijn.
De tweede fase is de crisisfase. De mensen worstelen met de nieuwe omstandigheden en voelen zich bezorgd en bedreigd. Sommigen dreigen eraan onderdoor te gaan. Het is, zegt Kramer, dan tijd voor kritisch zelfonderzoek. Zelf een mening vormen, hoe mensen in deze nieuwe omstandigheden met elkaar om moeten gaan, in overeenstemming met eigen overtuigingen en waarden. Daarnaast staat de maatschappij voor fundamentele vragen en keuzes. Bepalen wat de meeste waarde heeft: de gezondheidszorg of de economie, Nederland of de Europese Unie, een schone blauwe lucht door minder vliegverkeer of meteen na de crisis weer op reis.
De derde fase van deze schokperiode (Oberg noemt het de herstelperiode) dient zich aan, wanneer de situatie genormaliseerd lijkt te zijn. Tegelijkertijd, zegt hij, heeft er al een innerlijke verandering plaats gevonden, omdat je anders tegen de wereld aankijkt. Men verzacht zijn oordeel en aanvaardt de veranderingen. Uiteindelijk in de laatste fase (de aanpassing) heeft de Nederlander geleerd zich te verhouden tot de veranderde omstandigheden en gedraagt zich daarnaar. In de loop van de tijd zullen de meeste mensen zich bij de nieuwe situatie neerleggen.
Kramer ziet twee mogelijkheden: wanneer de eerste coronagolf voorbij is, kan men vinden dat alles weer "normaal " moet zijn, met zo min mogelijk aanpassingen. Of, zegt ze, een crisis kan ook een transformatie zijn. Het begin van een nieuw tijdperk, dat nog heel lang kan gaan duren. De veranderingen tijdens deze periode kunnen ook blijvend zijn. Ze pleit voor echte gesprekken over wat mensen waardevol en van minder waarde vinden. Volgens Kramer is Nederland haar onschuld verloren. Het oude normaal komt niet meer terug: discussies over de belasting van de leraren in het onderwijs, de tekorten in de zorg, de klimaatverandering zullen in een ander daglicht staan. Ze pleit ervoor om na te denken over hoe men met elkaar wil samenleven, na of mét corona.

## Liminaliteit
Het concept van liminaliteit werd voor het eerst ontwikkeld in het begin van de twintigste eeuw door de Franse antropoloog Arnold van Gennep en later overgenomen door Victor Turner. In het boek Tricky Tijden van Jitske Kramer staat deze vloeibare tussentijd waarin de normale grenzen van gedrag en denken versoepelen centraal. Protesten en demonstraties passen naadloos in deze tijd waarin velen zich niet gehoord voelen en even zovelen doof lijken.